# Parvospeonomus urgellesi
Parvospeonomus urgellesi es una especie de escarabajo del género Parvospeonomus, familia Leiodidae. Fue descrita por Francesc Español en 1964.

## Distribución
Se encuentra en España.